# Бонао
Бонао (исп. Bonao) — муниципалитет в Доминиканской Республике, расположенный в провинции Монсеньор-Ноуэль. Занимает площадь 664,37 кв. км.

## История
Христофор Колумб основал в 1494 году небольшой форт в регионе, на месте деревни аборигенов таино. Форт был построен для защиты золотых приисков вокруг Маймона и других мест. Залежи золота в этом районе быстро иссякли, и форт на долгое время опустел.
Повторно поселение было основано в начале XIX века, примерно в 5 км к северу от старого места, ближе к реке Юна. Новый город имел название «Юна», но вскоре его заменили на первоначальное — Бонао.
Новое поселение получило статус военного поста в 1859 году, а затем в муниципалитет провинции Ла Вега в 1865 году.
В 1936 году название было изменено в честь архиепископа Адольфо А. Нуэля, бывшего президента страны. В 1960 году получил старое название Бонао.

## Экономика
В районе развита добыча никелевой руды, туризм.